# Антропогенное загрязнение

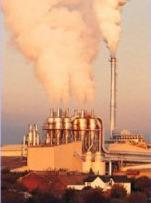
Промышленное загрязнение

Антропогенное, или искусственное, загрязнение— влияние на окружающую среду, вызванное деятельностью человека, мировым хозяйством.

## Типы и виды загрязнения
Главными и наиболее опасными источниками загрязнения окружающей среды являются антропогенные, учитывая то, что именно человек, а также последствия его деятельности коренным образом влияют и изменяют окружающую среду.
Вещества, загрязняющие атмосферу, могут быть твердыми (промышленная пыль), жидкими и газообразными, а также оказывать вредное воздействие непосредственно после химических превращений в атмосфере, либо совместно с другими веществами.
Рассматривают также антропогенное загрязнение по видам:
- атмосферное
- загрязнение вод
- электромагнитное
- почвенное
- шумовое

## Загрязнение
Главными источниками загрязнения являются:
- тепло-, гидроэлектростанции, атомные электростанции и теплоцентрали, сжигающие органическое топливо
- транспорт, прежде всего автомобильный
- черная и цветная металлургия
- машиностроение
- химическое производство
- добыча и переработка минерального сырья
- открытые источники (добыча, сельскохозяйственные пашни, строительство)
- выбросы, связанные с добычей, обработкой и хранением радиоактивных веществ